# Konrád II. Olešnický
Konrád II. Olešnický (polsky Konrad II oleśnicki) (mezi 25. březnem 1338 a 1340 – 10. dubna 1403) byl olešnický kníže v letech 1366–1403 pocházející z dynastie slezských Piastovců.

## Život

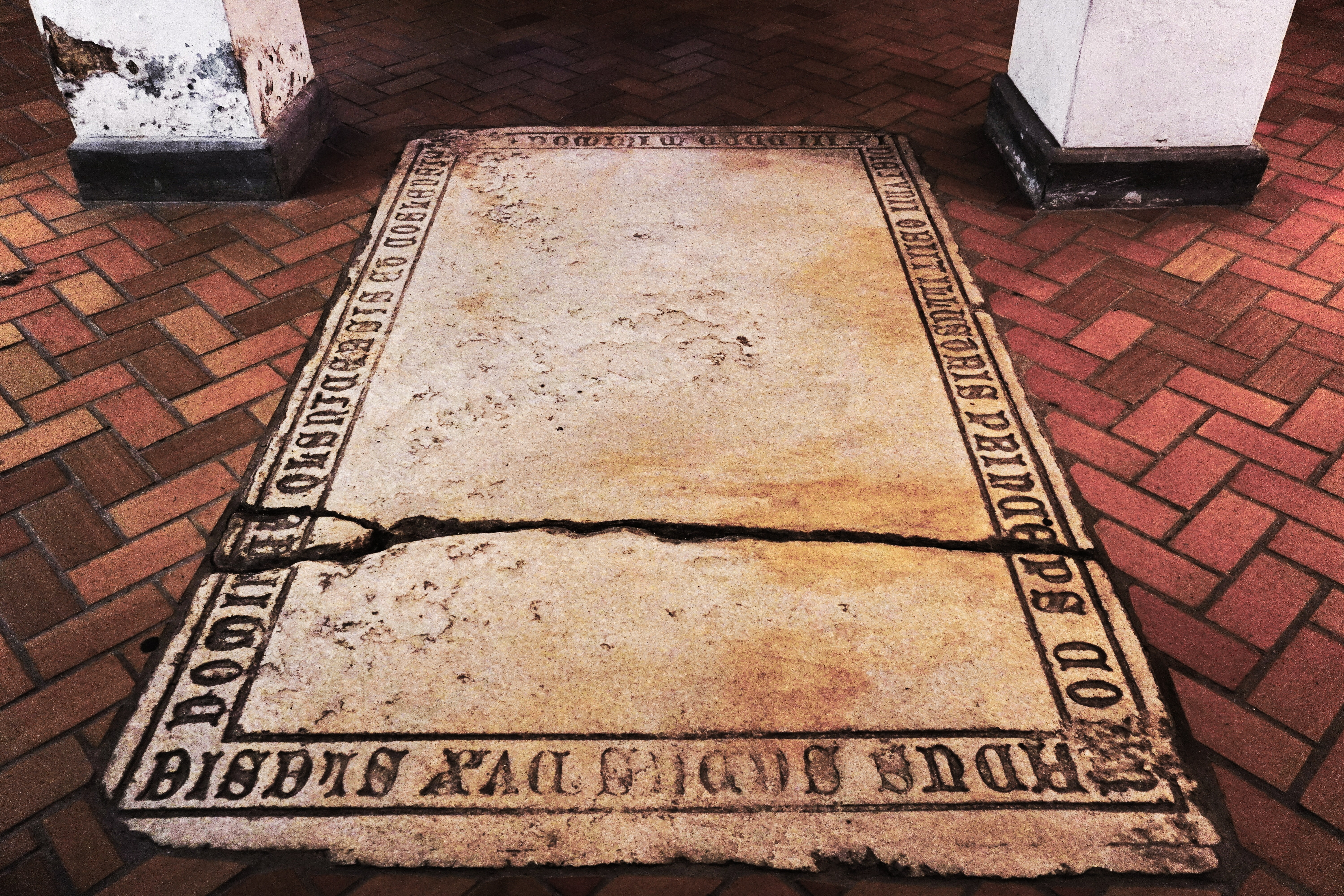
Náhrobní deska Konráda II. Olešnického v kryptě baziliky sv. Bartoloměje a Hedviky v Třebnici

Byl jediným synem knížete Konráda I. Olešnického a jeho druhé manželky Eufemie Bytomské, která byla dcerou Vladislava Kozelského († 1351/1352). Před 23. únorem 1354 se oženil s Anežkou, dcerou těšínského knížete Kazimíra I., s níž měl jednoho syna Konráda III. Starého.
Po smrti otce v roce 1366 převzal vládu nad Olešnickým a Kozelským knížectvím a v severní části Bytomského knížectví. 
21. září 1380 díky zprostředkování českého (původem pražského) opata řeholních kanovníků v Piasku, jménem Jan Pražský přivedl z Emauzského kláštera do Oleśnice slovanské benediktiny, kteří tam pěstovali slovanskou liturgii a psali hlaholicí. Benediktinští mniši získali pozemek pro stavbu kostela a klášterů u Sycowské brány a také nadaci v Przeczowě. Klášter přežil až do poloviny 15. století a byl v Polsku druhým hlaholským centrem vedle kostela sv. Kříže, který o deset let později založili král Vladislav Jagellonský s královnou Hedvikou v Krakově-Klepařích. 
Zemřel 10. června 1403. Je pochován v kryptě baziliky sv. Bartoloměja a Hedviky v Třebnici.

## Manželství a potomci
Před 23. únorem 1354 se oženil s Anežkou Těšínskou, dcerou těšínského knížete Kazimíra I. V manželství se narodily dvě děti:
- Konrád III. Starý (1354/1359–1412)
- Barbora